# 新津西スマートインターチェンジ
新津西スマートインターチェンジ（にいつにしスマートインターチェンジ）は、新潟県新潟市秋葉区福島にある磐越自動車道にある本線直結型スマートインターチェンジである。

## 概要
磐越自動車道の新津インターチェンジと新潟中央ジャンクションの間、新潟市秋葉区新津地区（旧新津市）北部に位置している。同自動車道と国道403号・新津バイパスの交差地点に設置され、新潟中央JCT方面への出入口のみのハーフインターチェンジとなっており、会津若松インターチェンジ方面への出入口は設置されていない。ランプウェイ部にいったん停止型のETCゲートを備えている。ETC車載器を搭載した全車種が通行でき、車長制限はない。運用は24時間で終日利用可能である。
2009年6月30日に国土交通省より連結許可が出され、当初は2010年度中の供用開始を予定していたが、地盤軟弱などのため工期が再三延び、供用開始は2011年12月17日15時となった。なお建設に関わる総事業費は約29億円を要した。
新潟市内のスマートICとしては黒埼スマートIC（西区木場・板井、北陸自動車道・黒埼パーキングエリア内）、豊栄スマートIC（北区高森、日本海東北自動車道・豊栄サービスエリア内）に続いて3か所目。24時間運用のスマートICは市内で唯一であった（当ICの供用開始時点）。また本線直結型のスマートICとしては関越自動車道の長岡南越路スマートインターチェンジ（長岡市浦）に続き、新潟県内で2か所目となった。
供用開始前、新潟市と東日本高速道路株式会社 新潟支社では1日の平均利用台数を600 - 800台と見込んでいたが、供用開始後9日間（同日 - 12月25日）の速報値による1日平均利用台数は平日が約750台、休日が約1490台を記録した。平日は概ね予測通りの交通量だったが、開通前の12月1日から東日本大震災の被災地支援策により、磐越自動車道などで土曜・休日はETC搭載車に限り通行無料とする措置が取られていたことなどもあって、休日の利用台数は予測を大幅に上回った。

## 接続する道路
直接接続
- 新潟市道新津1-90号線、同新津1-91号線

間接接続
- 国道403号（新津バイパス）

## 隣
E49 磐越自動車道
(13) 新津IC- 川口BS - (13-1) 新津西SIC - 酒屋BS - 新潟PA - (42) 新潟中央JCT